# Филип, Аша
А́ша Фи́лип (англ. Asha Solette Philip; род. 25 октября 1990 года, Лондон, Великобритания) — британская легкоатлетка, специализирующаяся в спринтерском беге. Двукратный бронзовый призёр Олимпийских игр в эстафете 4×100 метров (2016 и 2020), двукратная чемпионка Европы в эстафете 4×100 метров (2014 и 2018). Победительница юношеского чемпионата мира (2007) в беге на 100 метров. Многократная чемпионка Великобритании.

## Биография

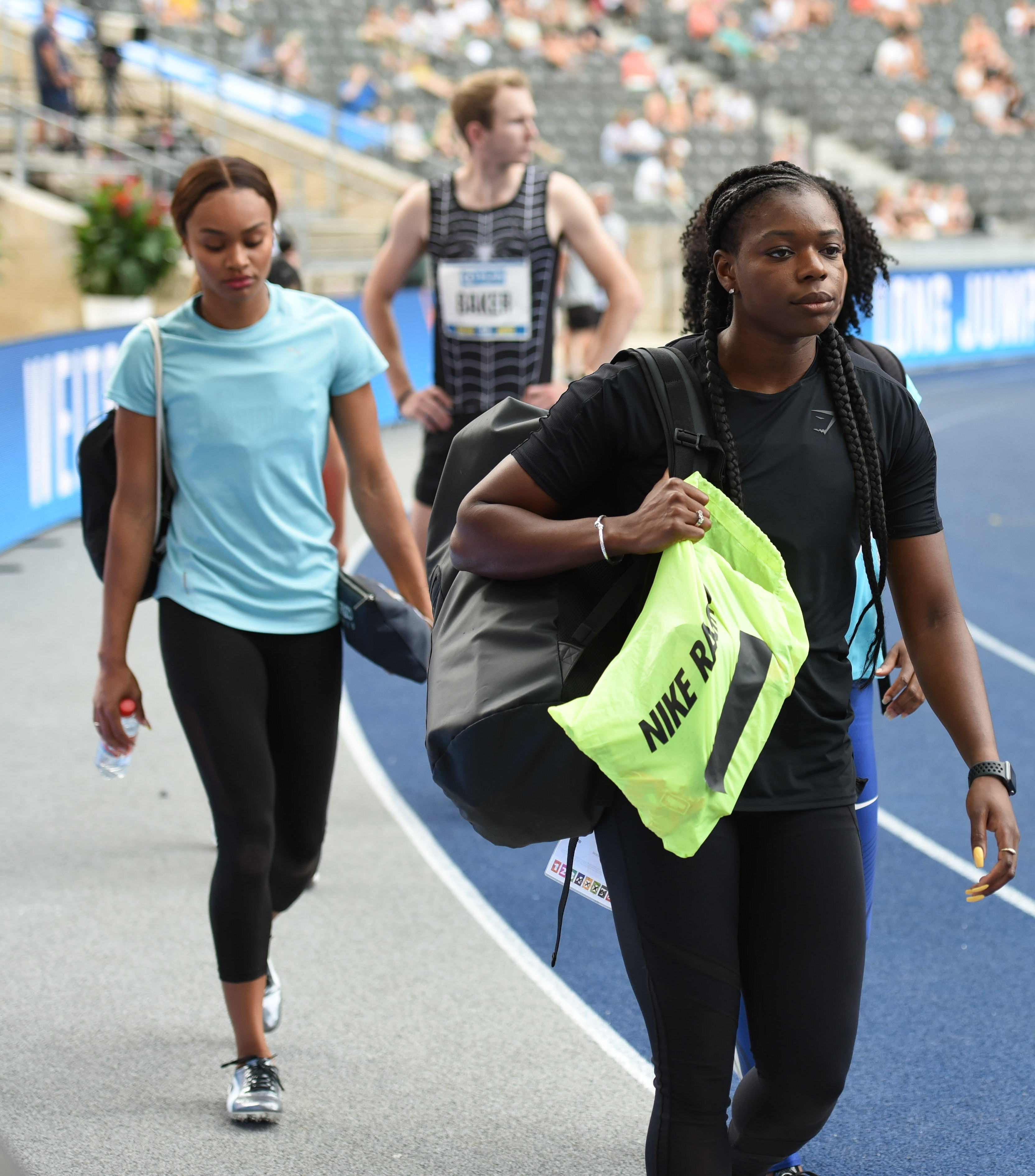
Аша Филип (справа) в 2019 году

Выросла в Лейтоне, районе в Восточном Лондоне. В семье Аши многие имеют самое непосредственное отношение к спорту. Её отец бегал спринтерские дистанции, дядя играл в крикет, тётя выступала в метании копья, а двоюродные сёстры Кадин и Саша Корбин являются членами сборной Англии по нетболу. Сама же Филип с ранних лет ярко проявила себя на соревнованиях в двойном мини-трампе, дисциплине прыжков на батуте. В 2005 году она выиграла первенство мира среди девочек 15-16 лет в нидерландском Эйндховене. В том же сезоне она попробовала себя в лёгкой атлетике и сразу стала второй на чемпионате Англии среди школьников. В следующем сезоне 15-летняя Аша заняла четвёртое место в беге на 100 метров на юниорском чемпионате мира, хотя большинство её соперниц были старше на 3-4 года.
В 2007 году продолжила удивлять результатами. Стала четвёртой на взрослом чемпионате страны в помещении на дистанции 60 метров. Летом выиграла юношеский чемпионат мира в беге на 100 метров.
Даже несмотря на такие успехи, она продолжала совмещать тренировки в лёгкой атлетике и прыжках на батуте. В октябре 2007 года Филип в качестве лидера сборной Великобритании отправилась на чемпионат мира в канадский Квебек. В квалификации в индивидуальных соревнованиях она набрала 69,50 баллов и вышла в финал с третьим результатом. Если бы она там повторила эту сумму, то выиграла бы бронзовую медаль. Однако выступить в финале Аше не довелось. В командных соревнованиях во время своего прыжка она неудачно приземлилась и разорвала крестообразную связку правого колена. Восстановление после этой травмы затянулось на 3 с лишним года.
Аша всерьёз хотела бросить спорт. Она училась на курсах актёрского мастерства в Кингстонском университете в Лондоне (которые окончила в 2012 году). Попробовать себя реализовать в лёгкой атлетике её уговорили родители. Полноценное возвращение состоялось только в 2011 году, в котором Филип отметилась бронзой молодёжного чемпионата Европы в эстафете 4×100 метров.
На Олимпийских играх 2012 года не смогла выступить из-за травмы задней поверхности бедра. Восстановившись, в 2013 году впервые в карьере выиграла национальный чемпионат: зимой на дистанции 60 метров, летом — на 100. Была участницей финала чемпионата Европы в помещении и полуфинала чемпионата мира.
2014 год начала с 4-го места на зимнем чемпионате Европы и личного рекорда в беге на 60 метров (7,09). Летом в эстафете 4×100 метров выиграла бронзу на Играх Содружества (за сборную Англии), золото чемпионата Европы с национальным рекордом 42,24 (за Великобританию) и была второй на Континентальном кубке (за команду Европы).
В 2015 году отметилась победой в беге на 100 метров на командном чемпионате Европы. На мировом первенстве была четвёртой в эстафете.
Выиграла чемпионат Великобритании на 60 метров и была близка к пьедесталу на зимнем чемпионате мира 2016 года (5-е место). Летний чемпионат Европы принёс Аше серебро в эстафете и 4-е место в беге на 100 метров.
Участвовала в Олимпийских играх в Рио-де-Жанейро. В индивидуальном виде дошла до полуфинала, а в эстафете 4×100 метров они вместе с Дезири Хенри, Диной Эшер-Смит и Дэрилл Нейтой установили в финале национальный рекорд 41,77 и завоевали бронзовые медали.

## Основные результаты

### Двойной мини-трамп
| Год  | Турнир                                    | Место проведения      | Дисциплина | Место       |
| ---- | ----------------------------------------- | --------------------- | ---------- | ----------- |
| 2005 | Первенство мира среди юниоров (15-16 лет) | Эйндховен, Нидерланды | индив.     | 1-е         |
| 2007 | Чемпионат мира                            | Квебек, Канада        | индив.     | 3-е (квал.) |
| 2007 | Чемпионат мира                            | Квебек, Канада        | команды    | 5-е         |

### Лёгкая атлетика
| Год  | Турнир                          | Место проведения          | Дисциплина       | Место      | Результат |
| ---- | ------------------------------- | ------------------------- | ---------------- | ---------- | --------- |
| 2006 | Чемпионат мира среди юниоров    | Пекин, Китай              | 100 м            | 4-е        | 11,48     |
| 2006 | Чемпионат мира среди юниоров    | Пекин, Китай              | эстафета 4×100 м | 6-е        | 44,74     |
| 2007 | Чемпионат мира среди юношей     | Острава, Чехия            | 100 м            | 1-е        | 11,46     |
| 2007 | Чемпионат Европы среди юниоров  | Хенгело, Нидерланды       | эстафета 4×100 м | 1-е        | 44,52     |
| 2011 | Чемпионат Европы среди молодёжи | Острава, Чехия            | эстафета 4×100 м | 3-е        | 44,34     |
| 2012 | Чемпионат мира в помещении      | Стамбул, Турция           | 60 м             | 9-е (1/2)  | 7,24      |
| 2013 | Чемпионат Европы в помещении    | Гётеборг, Швеция          | 60 м             | 5-е        | 7,15      |
| 2013 | Командный чемпионат Европы      | Гейтсхед, Великобритания  | 100 м            | 5-е        | 11,78     |
| 2013 | Командный чемпионат Европы      | Гейтсхед, Великобритания  | эстафета 4×100 м | 5-е        | 43,52     |
| 2013 | Чемпионат мира                  | Москва, Россия            | 100 м            | 17-е (1/2) | 11,30     |
| 2014 | Чемпионат мира в помещении      | Сопот, Польша             | 60 м             | 4-е        | 7,11      |
| 2014 | Чемпионат мира по эстафетам     | Нассау, Багамские Острова | эстафета 4×100 м | 5-е        | 42,75     |
| 2014 | Чемпионат мира по эстафетам     | Нассау, Багамские Острова | эстафета 4×200 м | 2-е        | 1.29,61   |
| 2014 | Игры Содружества                | Глазго, Великобритания    | 100 м            | 4-е        | 11,18     |
| 2014 | Игры Содружества                | Глазго, Великобритания    | эстафета 4×100 м | 3-е        | 43,10     |
| 2014 | Чемпионат Европы                | Цюрих, Швейцария          | 100 м            | 8-е (1/2)  | 11,24     |
| 2014 | Чемпионат Европы                | Цюрих, Швейцария          | эстафета 4×100 м | 1-е        | 42,24     |
| 2014 | Континентальный кубок           | Марракеш, Марокко         | эстафета 4×100 м | 2-е        | 42,98     |
| 2015 | Чемпионат мира по эстафетам     | Нассау, Багамские Острова | эстафета 4×100 м | 3-е        | 42,84     |
| 2015 | Командный чемпионат Европы      | Чебоксары, Россия         | 100 м            | 1-е        | 11,27     |
| 2015 | Чемпионат мира                  | Пекин, Китай              | 100 м            | 20-е (1/2) | 11,21     |
| 2015 | Чемпионат мира                  | Пекин, Китай              | эстафета 4×100 м | 4-е        | 42,10     |
| 2016 | Чемпионат мира в помещении      | Портленд, США             | 60 м             | 5-е        | 7,14      |
| 2016 | Чемпионат Европы                | Амстердам, Нидерланды     | 100 м            | 4-е        | 11,27     |
| 2016 | Чемпионат Европы                | Амстердам, Нидерланды     | эстафета 4×100 м | 2-е        | 42,45     |
| 2016 | Олимпийские игры                | Рио-де-Жанейро, Бразилия  | 100 м            | 23-е (1/2) | 11,33     |
| 2016 | Олимпийские игры                | Рио-де-Жанейро, Бразилия  | эстафета 4×100 м | 3-е        | 41,77     |